# Óblast de Cheliábinsk
Cheliábinsk (en ruso: Челябинская область, Cheliábinskaya óblast) es uno de los cuarenta y siete óblast que, junto con las veintiuna repúblicas, nueve krais, cuatro distritos autónomos y dos ciudades federales, conforman los ochenta y tres sujetos federales de Rusia. Su capital es la homónima Cheliábinsk. Está ubicado en el distrito Ural, limitando al norte con Sverdlovsk, al este con Kurgán, al sureste con Kazajistán, al suroeste con Oremburgo y al oeste con Baskortostán. 

## Geografía

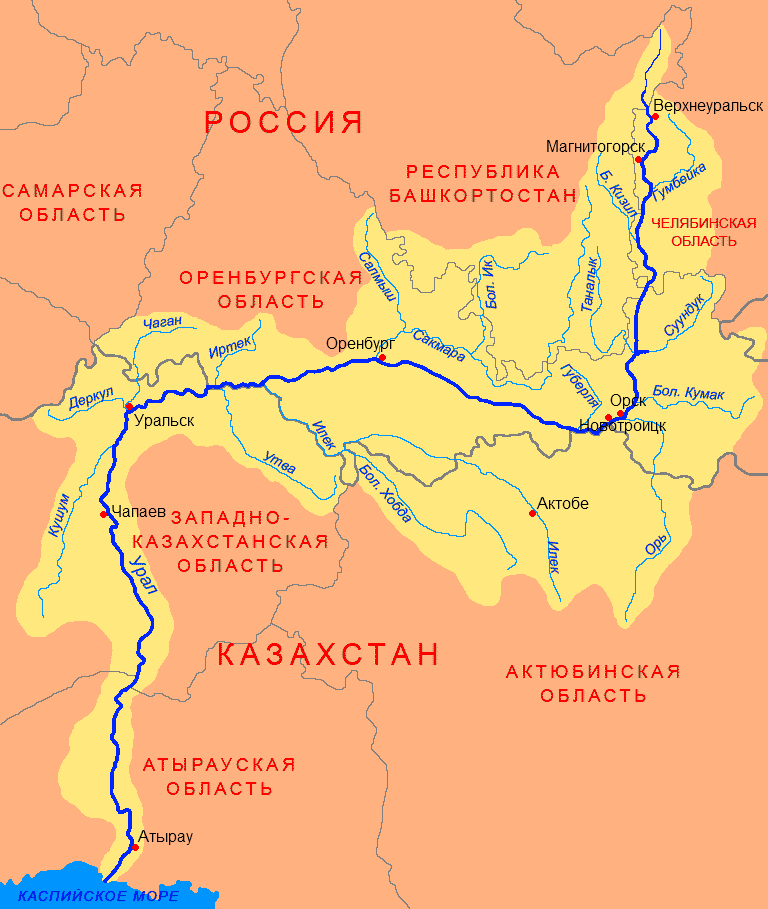
Mapa en ruso del río Ural (Урал), que en su curso alto, fluye en dirección sur por el suroeste de este óblast, pasando por las ciudades de Verjneuralsk (Верхнеура́льск) y Magnitogorsk (Магнитого́рск)

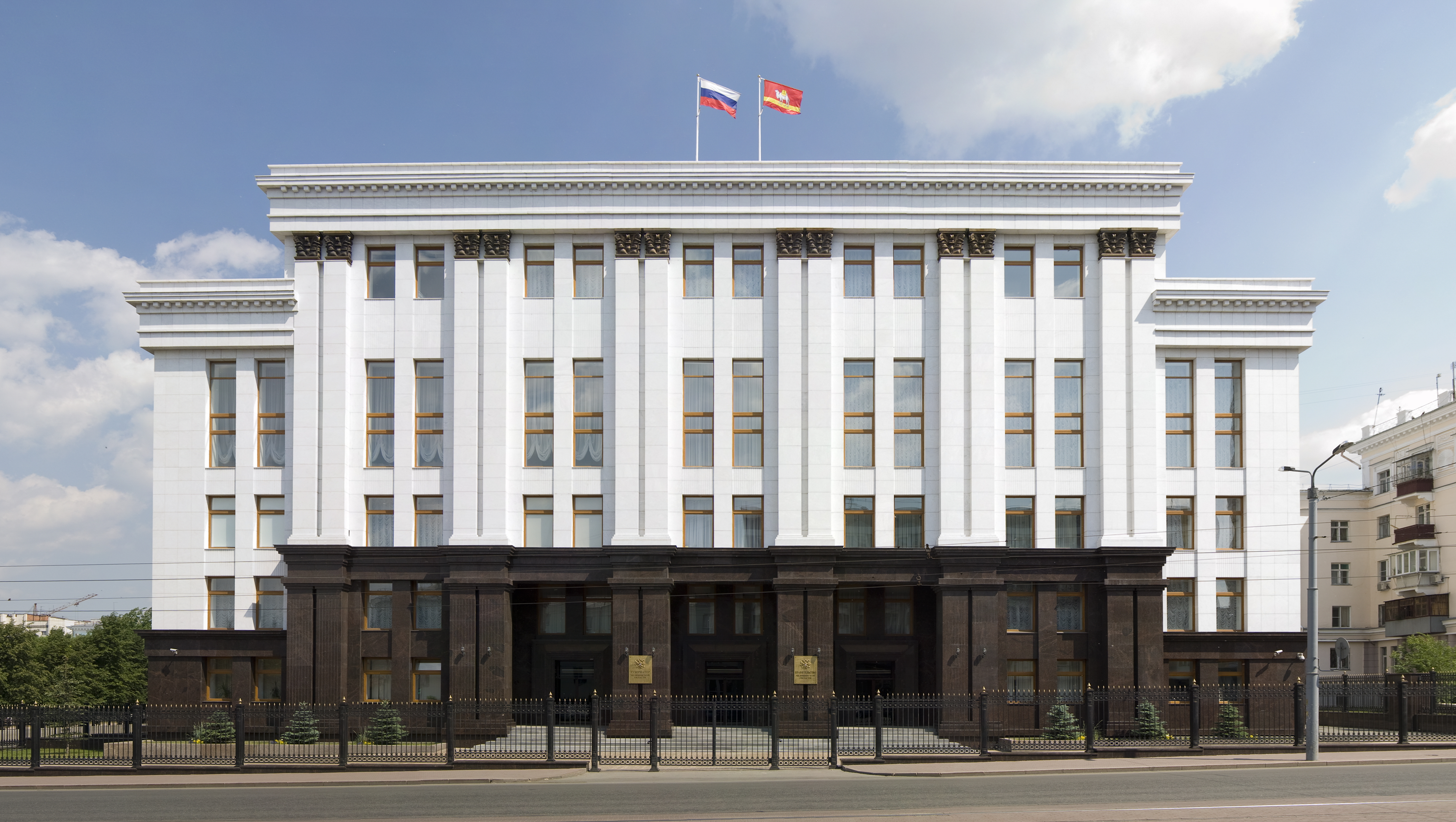
Residencia del gobernador, Cheliábinsk

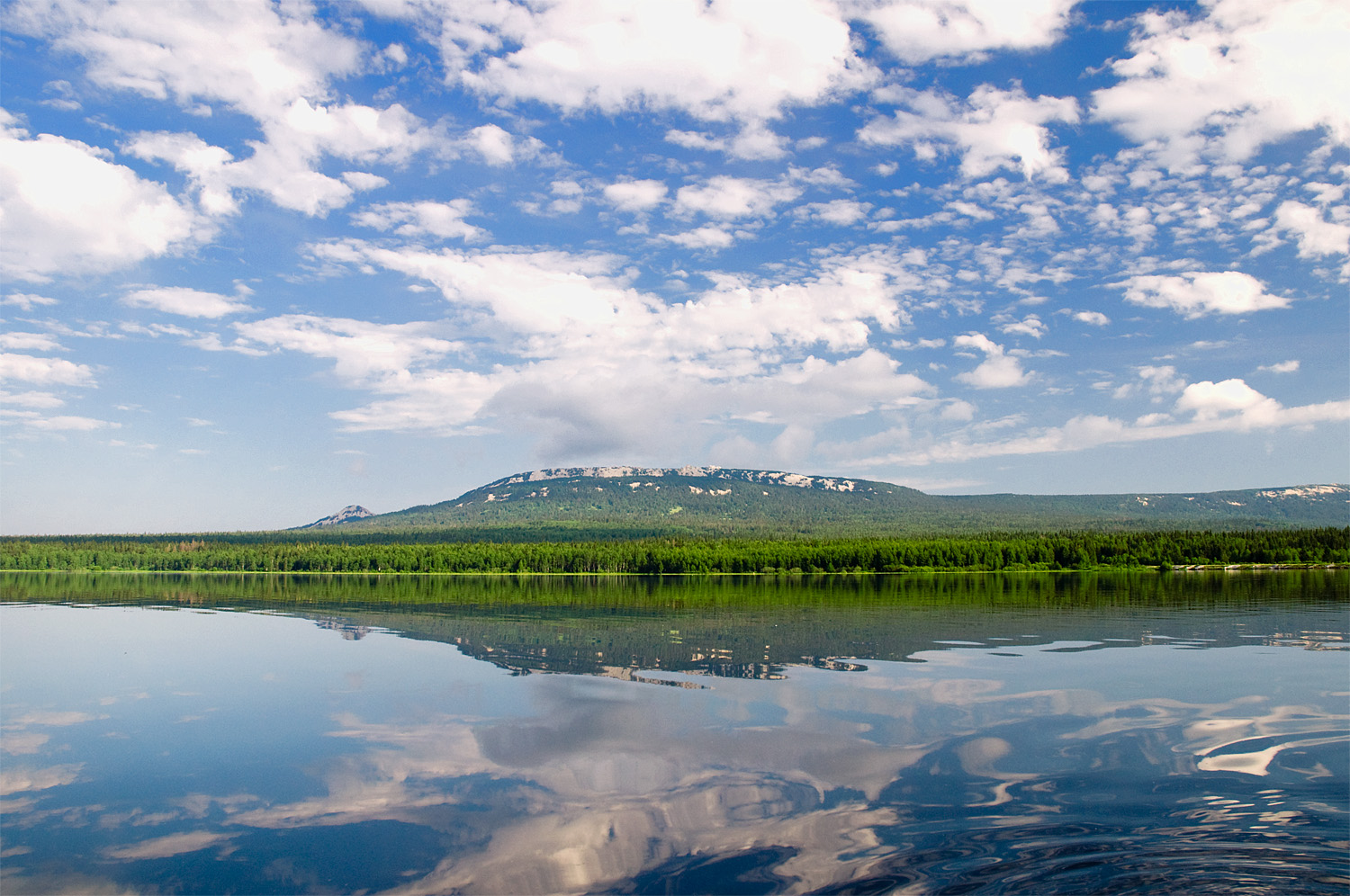
Vista de los montes Urales al fondo

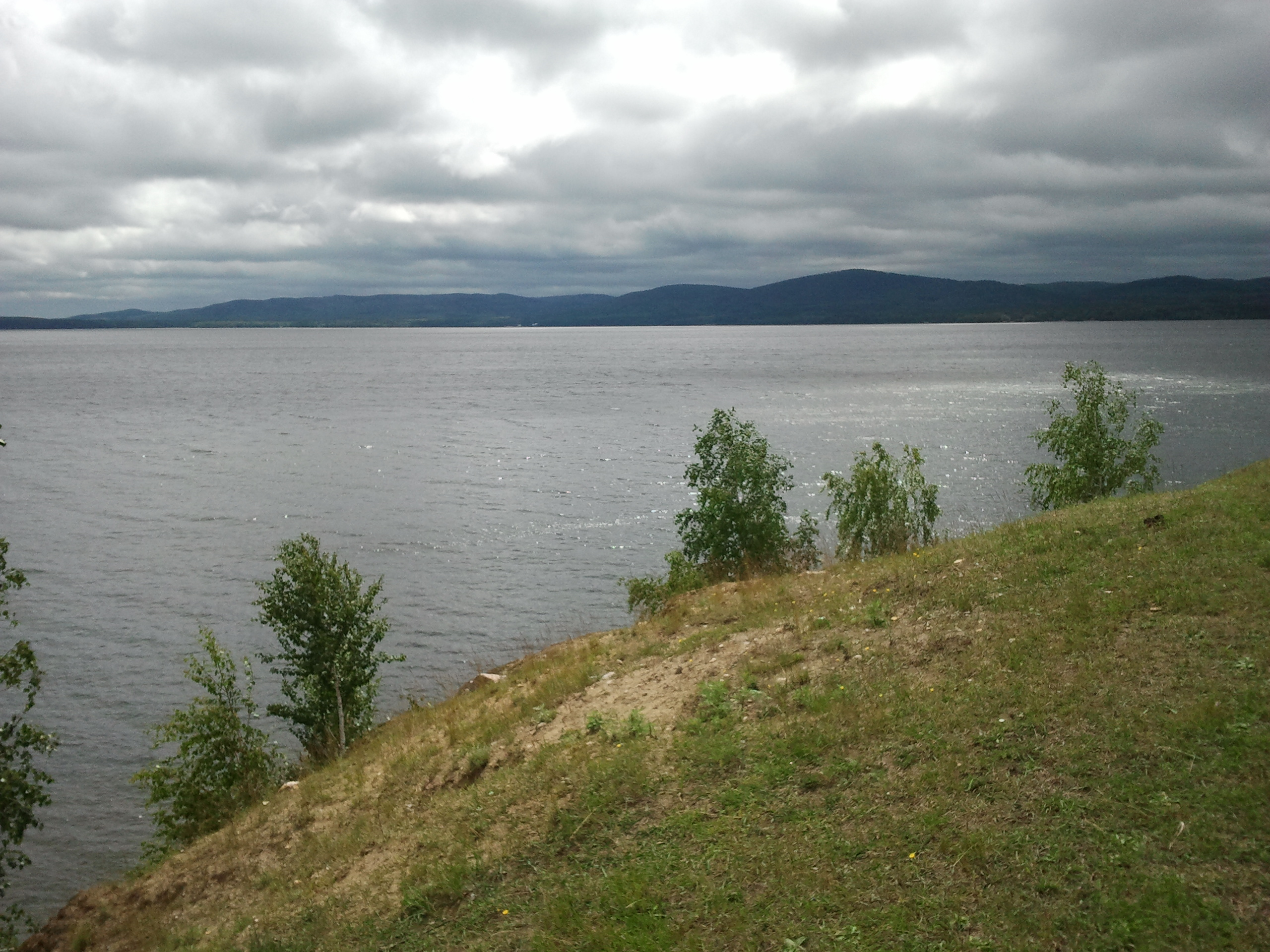
Vista del lago Itkul

### Huso horario
El óblast de Cheliábinsk está regido por la zona horaria de Yekaterinburg (YEKT/YEKST). Su posición según el UTC es +05:00 (YEKT)/+06:00 (YEKST).

## División administrativa
- Ciudades bajo el control del gobierno federal:
  - Oziorsk (Озёрск)
  - Snézhinsk (Снежинск)
  - Triojgorny (Трёхгорный)
- Establecimientos urbanos bajo el control del gobierno federal:
  - Lokomotivny (Локомотивный)
- Ciudades bajo el control del gobierno del óblast:
  - Cheliábinsk (Челябинск) (centro administrativo)
    - municipios:
      - Kalíninski (Калининский)
      - Kurchátovski (Курчатовский)
      - Léninski (Ленинский)
      - Metallurguícheski (Металлургический)
      - Sovetsky (Советский)
      - Traktorozavodski (Тракторозаводский)
      - Tsentralny (Центральный)

  - Asha (Аша)
  - Chebarkul (Чебаркуль)
  - Karabash (Карабаш)
  - Kartalý (Карталы)
  - Kaslí (Касли)
  - Katav-Ivánovsk (Катав-Ивановск)
  - Kopeisk (Копейск)
  - Kórkino (Коркино)
  - Kyshtym (Кыштым)
  - Magnitogorsk (Магнитогорск)
    - municipios:
      - Léninski (Ленинский)
      - Ordzhonikídzevski (Орджоникидзевский)
      - Pravoberezhny (Правобережный)

  - Miass (Миасс)
  - Plast (Пласт)
  - Satka (Сатка)
  - Troitsk (Троицк)
  - Ust-Katav (Усть-Катав)
  - Verjni Ufaléi (Верхний Уфалей)
  - Yemanzhelinsk (Еманжелинск)
  - Yuzhnouralsk (Южноуральск)
  - Zlatoúst (Златоуст)
- Distritos:
  - Agápovski (Агаповский)
    - con 10 selsovets bajo la jurisdicción del distrito.

  - Argayashski (Аргаяшский)
    - con 12 selsovets bajo la jurisdicción del distrito.

  - Ashinski (Ашинский)
    - Ciudades bajo la jurisdicción del distrito:
      - Miniar (Миньяр)
      - Sim (Сим)

    - Establecimientos urbanos bajo la jurisdicción del distrito:
      - Kropachiovo (Кропачёво)

    - con 5 selsovets bajo la jurisdicción del distrito.

  - Bredinski (Брединский)
    - con 12 selsovets bajo la jurisdicción del distrito.

  - Chebarkulski (Чебаркульский)
    - con 9 selsovets bajo la jurisdicción del distrito.

  - Chesmenski (Чесменский)
    - con 11 selsovets bajo la jurisdicción del distrito.

  - Kartalinski (Карталинский)
    - con 11 selsovets bajo la jurisdicción del distrito.

  - Kaslinski (Каслинский)
    - Establecimientos urbanos bajo la jurisdicción del distrito:
      - Vishniovogorsk (Вишнёвогорск)

    - con 9 selsovets bajo la jurisdicción del distrito.

  - Katav-Ivánovski (Катав-Ивановский)
    - Ciudades bajo la jurisdicción del distrito:
      - Yuriuzáñ (Юрюзань)

    - con 7 selsovets bajo la jurisdicción del distrito.

  - Kizilski (Кизильский)
    - con 14 selsovets bajo la jurisdicción del distrito.

  - Korkinski (Коркинский)
    - Establecimientos urbanos bajo la jurisdicción del distrito:
      - Pervomaiski (Первомайский)
      - Roza (Роза)

  - Krasnoarmeiski (Красноармейский)
    - con 15 selsovets bajo la jurisdicción del distrito.

  - Kunashakski (Кунашакский)
    - con 9 selsovets bajo la jurisdicción del distrito.

  - Kusinski (Кусинский)
    - Ciudades bajo la jurisdicción del distrito:
      - Kusa (Куса)

    - Establecimientos urbanos bajo la jurisdicción del distrito:
      - Magnitka (Магнитка)

    - con 3 selsovets bajo la jurisdicción del distrito.

  - Nagaibakski (Нагайбакский)
    - Establecimientos urbanos bajo la jurisdicción del distrito:
      - Yuzhny (Южный)

    - con 9 selsovets bajo la jurisdicción del distrito.

  - Ñazepetrovski (Нязепетровский)
    - Ciudades bajo la jurisdicción del distrito:
      - Ñazepetrovsk (Нязепетровск)

    - con 4 selsovets bajo la jurisdicción del distrito.

  - Oktiabrski (Октябрьский)
    - con 14 selsovets bajo la jurisdicción del distrito.

  - Plástovski (Пластовский)
    - con 4 selsovets bajo la jurisdicción del distrito.

  - Satkinski (Саткинский)
    - Ciudades bajo la jurisdicción del distrito:
      - Bakal (Бакал)

    - Establecimientos urbanos bajo la jurisdicción del distrito:
      - Berdiaush (Бердяуш)
      - Mezhevói (Межевой)
      - Suleya (Сулея)

    - con 3 selsovets bajo la jurisdicción del distrito.

  - Sosnovski (Сосновский)
    - Establecimientos urbanos bajo la jurisdicción del distrito:
      - Poletáyevo (Полетаево)

    - con 15 selsovets bajo la jurisdicción del distrito.

  - Troitski (Троицкий)
    - con 15 selsovets bajo la jurisdicción del distrito.

  - Uvelski (Увельский)
    - con 10 selsovets bajo la jurisdicción del distrito.

  - Úiski (Уйский)
    - con 11 selsovets bajo la jurisdicción del distrito.

  - Varnenski (Варненский)
    - con 13 selsovets bajo la jurisdicción del distrito.

  - Verjneuralski (Верхнеуральский)
    - Ciudades bajo la jurisdicción del distrito:
      - Verjneuralsk (Верхнеуральск)

    - Establecimientos urbanos bajo la jurisdicción del distrito:
      - Mezhoziorny (Межозёрный)

    - con 9 selsovets bajo la jurisdicción del distrito.

  - Yemanzhelinski (Еманжелинский)
    - Establecimientos urbanos bajo la jurisdicción del distrito:
      - Krasnogorski (Красногорский)
      - Zauralski (Зауральский)

  - Yetkulski (Еткульский)
    - con 12 selsovets bajo la jurisdicción del distrito.